# Sitio de Siracusa
El sitio de Siracusa llevado a cabo por la República romana, tuvo lugar en 214–212 a. C., al final del cual cayó Siracusa, polis griega situada en la costa oriental de Sicilia. Los romanos asolaron la ciudad y como consecuencia de ello, obtuvieron el control del este de Sicilia. Durante el asedio, la ciudad fue defendida con las armas que desarrolló Arquímedes, en respuesta al requerimiento de Epícides, tirano de Siracusa. Arquímedes fue asesinado al final del asedio por un soldado romano, contraviniendo las órdenes del general romano Marco Claudio Marcelo, de respetar la vida del gran matemático griego.

## Antecedentes
Los sucesos posteriores a Cannas muestran la importancia de la guerra antigua. Aníbal encontró difícil capturar cualquier ciudad fortificada, porque no disponía de equipo de asedio. Aun así, algunas ciudades se aliaron con Cartago.
Sicilia había sido arrebatada de manos de los cartaginenses durante la primera guerra púnica (264–241 a. C.), convirtiéndose en la primera provincia de la República romana que no era directamente parte de Italia. El Reino de Siracusa era una región aliada independiente localizada en la región suroriental de la isla y que había sido aliada cercana de Roma durante el largo reinado de Hierón II. En el año 215 a. C. el nieto de Hierón, Jerónimo, subió al tronó a la muerte de su abuelo y Siracusa cayó bajo la influencia de una facción antirromana, que incluía a dos de sus tíos, entre élite de la ciudad. A pesar del asesinato de Jerónimo y la remoción de los líderes procartaginenses, la amenazante reacción de Roma ante el peligro de una alianza entre Cartago y Siracusa forzó a los nuevos líderes republicanos de Siracusa a prepararse para la guerra.
A pesar de intentos diplomáticos la guerra entre la República romana y el Reino de Siracusa estalló en el 214 a. C., mientras los romanos aún estaban ocupándose de batallar contra Cartago, en el punto más álgido de la segunda guerra púnica (218–201 a. C). Un ejército romano liderado por el general Marco Claudio Marcelo sitió la ciudad por tierra y por mar. La ciudad de Siracusa, ubicada en la costa este de Sicilia, era famosa por sus importantes fortificaciones, grandes muros que protegían a la ciudad de los ataques. Entre los defensores de Siracusa estaba el matemático y científico Arquímedes.

## El asedio
El anciano matemático Arquímedes era uno de los líderes de la defensa de Siracusa. Organizó artillería de sitio para proteger los muros de la ciudad, concentrando el fuego de catapultas y balistas sobre los atacantes. Los romanos tenían sus propios artilugios, como la sambuca, escaleras de asalto montadas sobre galeras. Los soldados romanos usaban poleas pegadas al mástil del barco para acercar las escaleras a las murallas de la ciudad, pero los recursos defensivos de Arquímedes conseguían aplastarlos.
El asedio se mantuvo durante varios meses. Los romanos eran incapaces de bloquear la ciudad totalmente para impedir que fuese abastecida, pero los intentos de ayuda cartagineses también fallaron. Así, en 212 a. C., mientras los habitantes participaban en un festival de la diosa Artemisa, los romanos consiguieron traspasar las murallas y entrar en la ciudad. Arquímedes murió junto a muchos otros, pero no fue hasta ocho meses después cuando un traidor siracusano abrió las puertas de la ciudadela interior a los atacantes, que saquearon la ciudad.

## Consecuencias
La ciudad de Siracusa estaba de nuevo bajo la influencia de Roma, y por lo tanto se unía a la totalidad de Sicilia como una provincia romana. La isla sería para los romanos un paso importante hacia el norte de África y Grecia en los próximos conflictos. Siracusa sería una ciudad importante para el Imperio romano hasta bien entrado el siglo V jugando un doble propósito, militar y económicamente en la creación del Imperio; la retomada Siracusa se aseguró también de que los cartagineses no pudieran conseguir un equilibrio en Sicilia, lo que les podría haber llevado a Italia y Roma, en la que podrían haber abastecido a Aníbal de equipo de asedio para su campaña.

## El sitio en la cultura popular
Algunas batallas del sitio de Siracusa se recrean en la película Indiana Jones y el dial del destino.